# Sarroch
Sarroch este o comună din provincia Cagliari, regiunea Sardinia, Italia, cu o populație de 5.028 locuitori (1 ianuarie 2023) și o suprafață de 67,83 km².

## Demografie
Sarroch - evoluția demografică

|  | Graficele sunt indisponibile din cauza unor probleme tehnice. Mai multe informații se găsesc la Phabricator și la wiki-ul MediaWiki. |

Date: Recensăminte sau birourile de statistică - grafică realizată de Wikipedia